# ホワイトシティ・スタジアム
ホワイトシティ・スタジアム（White City Stadium）は、イングランド, ロンドンのホワイトシティ(英語版)にあった多目的スタジアム。1985年に閉鎖された。座席数は68,000席あり、グレート・スタジアム（Great Stadium）とも呼ばれた。

## 概要
1908年4月27日にエドワード7世臨席のもと開場式典が行われ、この年に開催された英仏博覧会およびロンドンオリンピックの会場となった。その後は、イギリス・アマチュア陸上競技会をはじめ、グレイハウンド競走や、1934年の大英帝国競技大会、1966年のFIFAワールドカップのウルグアイ対フランス戦などが行なわれ、1931年から33年と1962年から63年にかけては、サッカーのクイーンズ・パーク・レンジャーズの本拠地ともなった。
ホワイトシティ・スタジアムは1985年に閉鎖、解体された。跡地にはBBCホワイトシティがある。